# Dansk Melodi Grand Prix 2002
Dansk Melodi Grand Prix 2002 var en årets udvælgelseskonkurrence for finde det danske bidrag til Eurovision Song Contest 2002 i Tallinn. Vinder blev sangen "Vis mig, hvem du er" skrevet af Michael Ronson og sunget af Malene Winther Mortensen.
Ti sange deltog, og hver solist kunne selv vælge en kendt personlighed til at præsentere sig. Overordnet var det Michael Carøe og Signe Svendsen, der var værter for showet. Seerne skulle afgøre, hvem der vandt sammen med en fagjury, som bestod af følgende personer:
- Keld Heick
- Gry Johansen
- Kaare Norge
- Sascha Dupont
- Carsten Michael Laursen
- Sanne Gottlieb
- Jesper Degn

Vinderen skulle repræsentere Danmark ved Eurovision Song Contest 2002 i Tallinn i Estland efter landets sejr i 2001, Danmark fik sidstepladsen ved konkurrencen med 7. point og dermed måtte Danmark desværre misse med at deltage i konkurrencen i 2003 og dermed belv der ikke afholdt Dansk Melodi Grand Prix året efter.
| Nr. | Sang                        | Solist                   | Komponist                                     | Point | Placering | Præsenteret af          |
| 1   | "Sommerregn"                | Luna Park                | Jonas Bengtson & Lasse Drevsholt              | 52    | 3         | Henrik Voldborg         |
| 2   | "Mon du falder ned"         | U.F.O.                   | Rune Braager & Kim Sandberg                   |       |           | Sille Lundquist         |
| 3   | "Medieshow"                 | Jeanett Debb             | Jeanett Debb, Michael Holmberg & Dominic Gale |       |           | Jørgen de Mylius        |
| 4   | "Alle dage er en fredag"    | Morten Fleck             | Morten Fleck                                  | 42    | 4         | Søren Poppe             |
| 5   | "Alt mellem himmel og jord" | Neighbours               | Helge Engelbrecht & Tommy Rasmussen           | 52    | 2         | Jacob Haugaard          |
| 6   | "Det' på tide"              | Bjarne Langhoff          | Michael Kolster & Carsten Kolster             |       |           | Ellen Hillingsø         |
| 7   | "Helt derinde"              | Tine Bjerggaard          | Tine Bjerggaard & Sune Kempf                  |       |           | Gordon Kennedy          |
| 8   | "Aldrig min igen"           | Mads Broe Andersen       | Nanna Kalinka Bjerke                          |       |           | Xenia Lach-Nielsen      |
| 9   | "Som en drøm"               | Pætur vid Keldu          | Pætur vid Keldu                               | 30    | 5         | Janne Kolling           |
| 10  | "Vis mig, hvem du er"       | Malene Winther Mortensen | Michael Ronson                                | 64    | 1         | Peter Qvortrup Geisling |